# Пиковецька сільська рада
Пиковецька сільська рада — колишній орган місцевого самоврядування у Козятинському районі Вінницької області з центром у с. Пиковець.

## Населені пункти
Сільській раді підпорядковані населені пункти:
- с. Пиковець
- с. Пустоха

## Склад ради
Рада складається з 14 депутатів та голови.